# Victoria (plante)
Pour l’article homonyme, voir Victoria.
Genre
Classification phylogénétique
Victoria est un genre de plantes à fleurs de la famille des Nymphaeaceae dont les espèces sont originaires d'Amérique du Sud.

## Liste des espèces
Seules trois espèces sont actuellement acceptées :
- Victoria amazonica (Poepp.) J.C.Sowerby
- Victoria boliviana Magdalena & L.T.Sm.
- Victoria cruziana A.D.Orb.

### Phylogénie
|  | \| \| Victoria cruziana \| \| \| \| \| \| Victoria boliviana \| \| \| \| |
|  |                                                                          |
|  | Victoria amazonica                                                       |
|  |                                                                          |
|  | Victoria cruziana                                                        |
|  |                                                                          |
|  | Victoria boliviana                                                       |
|  |                                                                          |

|  | Victoria cruziana  |
|  |                    |
|  | Victoria boliviana |
|  |                    |